# Noailles (Tarn)
Noailles (pronúncia em francês: [nɔaj]; grafia em occitano:  Noalhas) é uma comuna francesa na região administrativa de Occitânia, no departamento de Tarn. Estende-se por uma área de 11,59 km². Em 2010 a comuna tinha 218 habitantes (densidade: 18,8 hab./km²).